# De Dion-Bouton Type JK
Der De Dion-Bouton Type JK ist ein Pkw-Modell aus der Zeit zwischen den beiden Weltkriegen. Hersteller war De Dion-Bouton aus Frankreich.

## Beschreibung
Das Modell erhielt am 30. September 1923 seine Zulassung von der nationalen Behörde. Es gab keinen Vorgänger dieser Hubraumklasse.
Der Vierzylindermotor hat OHV-Ventilsteuerung, 95 mm Bohrung, 140 mm Hub und 3969 cm³ Hubraum. Er war damals in Frankreich mit 22 Cheval fiscal (Steuer-PS) eingestuft. Die Motorleistung ist im ersten Modelljahr mit 60 BHP angegeben, was etwa 60 PS sind, und danach mit 65 bhp. Wie so viele Fahrzeuge aus dieser Zeit hat es ein festes Fahrgestell, Frontmotor, Kardanantrieb und Hinterradantrieb. Das Getriebe hat vier Gänge.
Der Radstand beträgt 3580 mm. Als Spurweite sind sowohl 1450 mm als auch 1475 mm angegeben. Gebremst werden alle vier Räder. Die Höchstgeschwindigkeit ist mit etwa 100 km/h angegeben.
Bekannt sind Aufbauten als Tourenwagen, Limousine, Pullman-Limousine, Landaulet, Coupé, Cabriolet und Roadster mit Notsitz.
Das Modell wurde zunächst in den Modelljahren 1924 bis 1925 in Frankreich und im Vereinigten Königreich angeboten und dann nochmal 1929 in Frankreich. Es gab keinen Nachfolger.